# 塞舌尔寿带

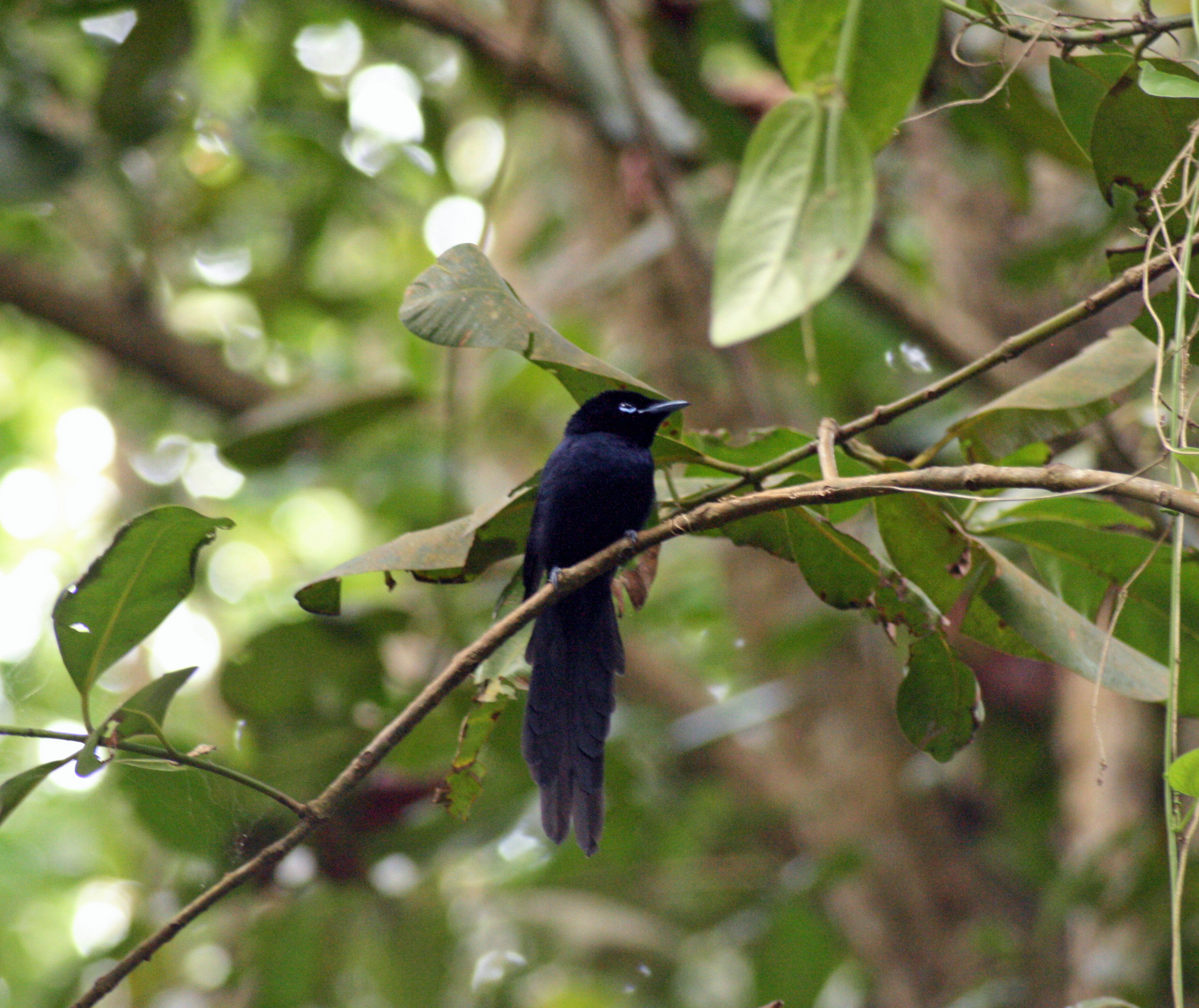
一只塞舌尔寿带

图画中的塞舌尔寿带

塞舌尔寿带（Terpsiphone corvina）是一种极危的寿带鸟，是塞舌尔的特有种。

## 描述
雄性塞舌尔寿带体长约为20厘米，其两个黑色的中央尾羽可以长至30厘米。雌性则能长至16-18厘米。雄性呈黑色和深蓝色，而雌性翅膀和尾羽呈红棕色，腿则是蓝色的。

## 分布
它们生活于塞舌尔的拉迪格岛的弗夫自然保护区，栖息在浓密的红厚壳森林中。虽然这个保护区就是为了保护塞舌尔寿带而建立，并计划将其放归到岛上的其他地区，但目前塞舌尔寿带的总体数量仍保持不变。

## 习性
塞舌尔寿带会以飞虫为食，也会吃蜘蛛或其他幼虫。其椭圆形的碗状巢穴由树枝、棕榈纤维和蜘蛛网筑成。幼鸟的父母都会照顾幼鸟至长大，并轮流为其喂食。